# Carpornis
Carpornis es un género de aves paseriformes perteneciente a la familia Cotingidae, que agrupa a dos especies endémicas de la Mata atlántica del este de Brasil, donde se distribuyen desde Alagoas hasta Río Grande del Sur. A sus miembros se les conoce por el nombre común de cotingas o anambés.

## Etimología
El nombre genérico femenino «Carpornis» se compone de las ´palabras del griego «karpos» que significa ‘fruta’, y «ornis, ornithos» que significa ‘pájaro’.

## Características
Las aves de este género son grandes y vistosas, midiendo 21 y 23 cm, principalmente de color amarillo verdoso con una capucha negra. Son principalmente frugívoros aunque también capturan insectos grandes. En las zonas donde conviven se reemplazan una a la otra altitudinalmente, una (melanocephala) hasta los 500 m y la otra entre 500 y 1500 .

## Taxonomía
Berv & Prum (2014) produjeron una extensa filogenia para la familia Cotingidae reflejando muchas de las divisiones anteriores e incluyendo nuevas relaciones entre los taxones, donde se propone el reconocimiento de cinco subfamilias. De acuerdo a esta clasificación, Carpornis pertenece a una subfamilia Rupicolinae Bonaparte, 1853, junto a Snowornis, Rupicola y Phoenicircus. El Comité de Clasificación de Sudamérica (SACC) aguarda propuestas para modificar la secuencia linear de los géneros y reconocer las subfamilias. El Comité Brasileño de Registros Ornitológicos (CBRO), en la Lista de las aves de Brasil - 2015 ya adopta esta clasificación.

## Lista de especies
Según las clasificaciones del Congreso Ornitológico Internacional (IOC), y Clements Checklist/eBird el género agrupa a las siguientes especies con el respectivo nombre popular de acuerdo con la Sociedad Española de Ornitología (SEO):
| Imagen | Nombre científico       | Autor                | Nombre común        | Estado de conservación | Distribución |
| ------ | ----------------------- | -------------------- | ------------------- | ---------------------- | ------------ |
|        | Carpornis cucullata     | (Swainson, 1821)     | cotinga encapuchado | LC                     |              |
|        | Carpornis melanocephala | (Wied-Neuwied, 1820) | cotinga cabecinegro | NT                     |              |